# 대구국제재즈축제
대구국제재즈축제는 국내외 뮤지션들과 관객이 함께 만들어가는 국제적인 도심형 음악축제이다. 2008년 처음 개최되어 매년 시민과 관람객들에게 유쾌한 재즈의 매력을 즐길 수 있도록 만들어 가고 있다. 대구국제재즈축제는 Rock,Folk,대중가요 등 다양한 장르 안배에 주안점을 두어서 보다 친근하게 참여하도록 유도한다. 또한 축제기간 중 대구의 도심 곳곳에 프린지공연을 운영함으로써 재즈문화의 도시 이미지를 구축하며 문화관광 브랜드로서의 지역경제활성화에 기여하고 있다. 보고 듣기만 하는 기존의 수동적인 축제의 이미지를 탈피하여 오프밴드 모집, 재즈콩쿨, 마스터클래스, 재즈악기체험, 재즈세미나, 부대행사 등을 통해 지역민 및 관광객들이 직접 참여할 수 있게 하는 능동적인 축제이기도 하다